# Sigitas Slavickas
Sigitas Slavickas (*  19. Oktober 1941 in Skersabaliai, Gemeinde Kalvarija) ist ein litauischer Politiker.

## Leben
Slavickas lernte in Raudeniškės, Brazavas und Kalvarija. 1961 absolvierte er als Techniker das Polytechnikum Kaunas, 1970   das Diplomstudium der Mechanik am  Politechnikos institutas in Kaunas und wurde Ingenieur. Von 1961 bis 1964 lehrte Slavickas als Instruktor bei Vilniaus politechnikumas und von 1964 bis 1990 beim Kalvarijos maisto pramonės technikumas. Von 1990 bis 1993 arbeitete er bei Valstybės kontrolė im Departament Marijampolė und von 1993 bis 1996 in Alytus.
Von 1995 bis 1997 war er Mitglied im Rat der Rajongemeinde Marijampolė und von 1996 bis 2000 im Seimas.
Von 1988 bis 1990 war er Sąjūdis-Seimas-Mitglied, ab 1993 Mitglied der Tėvynės Sąjunga.